# Ladeburg (Gommern)

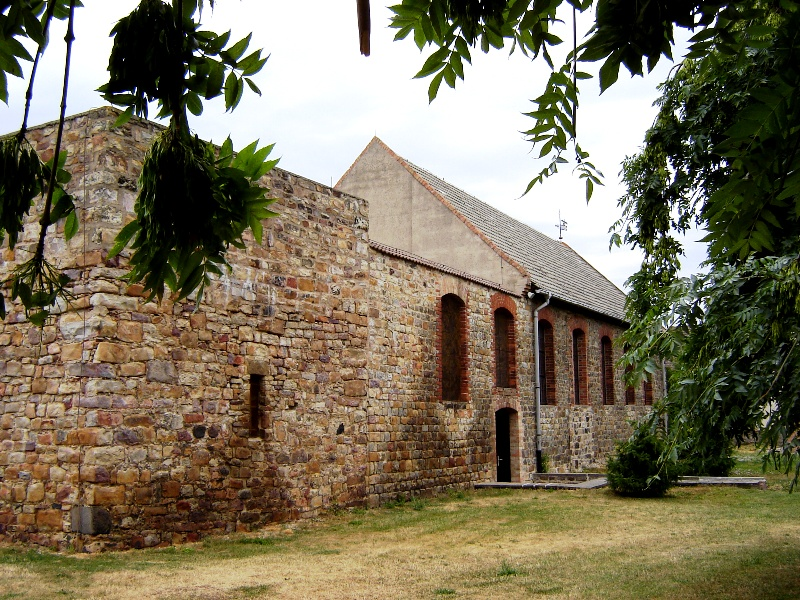
Kirche

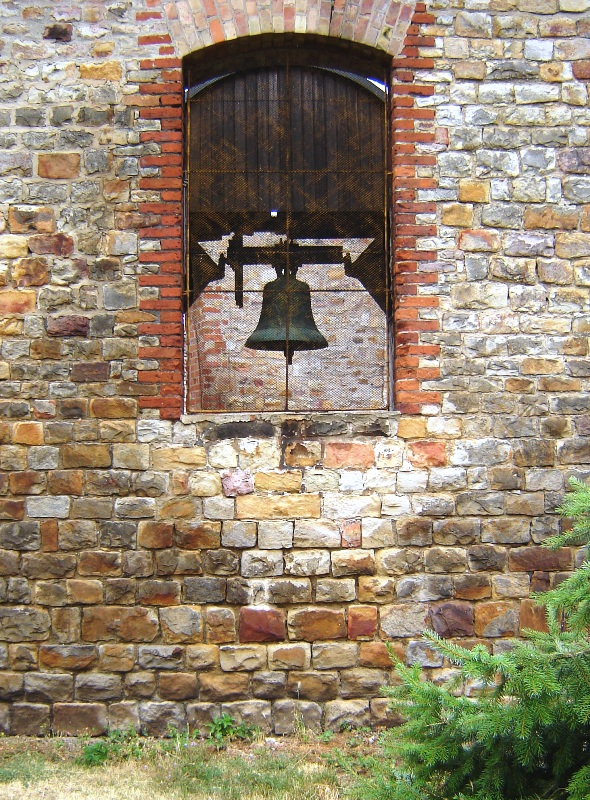
Glocke

Ladeburg (mit dem postalischen Zusatz „bei Zerbst“) ist ein Ortsteil der gleichnamigen Ortschaft der Stadt Gommern im Landkreis Jerichower Land in Sachsen-Anhalt, Deutschland.

## Geographie
Ladeburg liegt etwa sieben Kilometer Luftlinie östlich vom Stadtzentrum von Gommern, einer Kleinstadt östlich der Landeshauptstadt Magdeburg. Da es keine direkte Straßenverbindung gibt, beträgt die reale Entfernung zwischen beiden Orten elf Kilometer. Die Landstraße 60 verbindet Ladeburg mit seinen direkten Nachbarorten Leitzkau im Süden (hier Anschluss an die Bundesstraße 184 nach Gommern) und Möckern im Norden. Das von landwirtschaftlichen Flächen, die für die Gegend überdurchschnittliche Bodenwerte aufweisen, umgebende Dorf liegt am Westhang des Flämings, der hier noch Höhen zwischen 70 und 80 Metern erreicht.
Naturräumlich gehört der Ort zum Zerbster Land, einer ackergeprägten offenen Kulturlandschaft und 536 km² großen Haupteinheit der übergeordneten Haupteinheitengruppe des Fläming im norddeutschen Tiefland. Das Zerbster Land bildet die Südwestabdachung des Flämings zur Elbe und gehört zum Einzugsgebiet dieses Flusses.

## Geschichte
Die erste urkundliche Erwähnung von Ladeburg geschah im Jahre 1139 durch den Bischof Wigger von Brandenburg. In dieser Urkunde bestimmte er neben zwei weiteren Dörfern Ladeburg als Dotation für das neu gegründete Prämonstratenserkloster in Leitzkau. Eine Kirche als Filial von Leitzkau wird erstmals 1187 erwähnt.
1564 ging Ladeburg in den Besitz der Familie Hilmar von Münchhausen über, die hier auch ein Rittergut errichteten. Während des Dreißigjährigen Krieges durchzogen kaiserliche Truppen unter General Hatzfeld den Ort und richteten schwere Zerstörungen an. Hungersnot und Pest führten anschließend zu einer erheblichen Dezimierung der Bevölkerung.
1782 hatte Ladeburg, nun unter preußischer Herrschaft, 358 Einwohner. Haupterwerbszweig war die Landwirtschaft auf über 290 Hektar zum Ort gehörenden Acker- und Wiesenflächen, die bis zur Elbe reichten. 1806 wurde Ladeburg von den Truppen Napoleons I. besetzt und musste für die Einquartierung hohen Kontributionen leisten.
Als nach der Niederlage Napoleons Preußen 1815 seine Kreisverwaltung reformierte, wurde Ladeburg dem Kreis Jerichow I mit der Kreisstadt Burg zugeordnet. 1853 fielen zahlreiche Häuser und die Kirche einem Großbrand zum Opfer. Da die neu gebauten modernen Verkehrswege den Ort nicht unmittelbar berührten, hatte auch die Industrialisierung des 19. Jahrhunderts keinen Einfluss. Lediglich ein Anschluss an die Kleinbahnstrecke Gommern - Groß Lübars erfolgte im Jahre 1903. Ladeburg hatte zu diesem Zeitpunkt 487 Einwohner.
Nach dem Ende des Zweiten Weltkriegs wurde das Rittergut durch die von der sowjetischen Besatzungsmacht angeordnete Bodenreform enteignet und sein Grundbesitz auf Neubauern verteilt. Mit der DDR-Gebietsreform kam Ladeburg nun zum Kreis Burg, und von 1953 an wurde die kollektive Landwirtschaft in Form einer LPG eingeführt. Die Bahnverbindung nach Gommern wurde 1960 eingestellt. Im Jahre 1964 wurden in Ladeburg 562 Einwohner registriert.
Nach der DDR-Zeit wurde in Ladeburg insbesondere die Infrastruktur verbessert, Straßen und Gehwege erhielten zeitgemäße Pflasterungen. Die öffentlichen Gebäude sowie die Gemeindeverwaltung und die Kirche wurden saniert. Am 1. Januar 2005 wurde Ladeburg in die Stadt Gommern eingemeindet.

## Politik

### Bürgermeister
Letzter Bürgermeister der Gemeinde Ladeburg war Manfred Marwitz.
Als Ortschaft der Stadt Gommern übernimmt ein so genannter Ortschaftsrat die Wahrnehmung der speziellen Interessen des Ortes innerhalb bzw. gegenüber den Stadtgremien. Er wird aus sieben Mitgliedern gebildet. Als weiteres ortsgebundenes Organ fungiert der Ortsbürgermeister, dieses Amt wird zurzeit von Verena Fischer wahrgenommen.

### Wappen
| | Blasonierung: „In Grün eine silberne durchgehende Mauer mit Aufsatz über dem offenen Tor, im Aufsatz rechts eine Rundbogennische.“ |
| Wappenbegründung: Die Farben des Ortes sind Weiß (Silber) - Grün. Im Jahre 1139 überlässt der Bischof Wiger von Brandenburg dem Kloster Leitzkau 3 Dörfer. Darunter auch das Dorf Ladeburg. Im selben Jahrhundert wurde aus wuchtigen Bruchsteinen die Kirche erbaut. Im Zuge der Erbauung der Kirche wurde gleichzeitig das Haupteingangstor als auch die dazu gehörigen Außenmauern aus Bruchsteinen mit errichtet. Anfang der 80er Jahre musste leider wegen starker Baufälligkeit der gesamte Kirchturm abgetragen werden. Das Haupteingangstor konnte Dank umfangreicher Werterhaltungsmaßnahmen in seiner Art und Form bisher erhalten werden. Auf Grund der historischen Bedeutung wurde dieses Eingangstor als Symbolik im Wappen aufgenommen. Das Wappen wurde von der Heraldikerin Erika Fiedler aus Magdeburg gestaltet und am 9. November 1993 durch das Regierungspräsidium Dessau genehmigt. | |

## Sehenswürdigkeiten
Zu den Sehenswürdigkeiten des Ortes gehört die Dorfkirche Ladeburgs innerhalb des Ortes und der Gedenkstein Ladeburgs an das Gefecht bei Möckern von 1813 etwas außerhalb des Ortes Richtung Vehlitz.